# معادلة كلابيرون
معادلة كلابيرون  في الكيمياء (بالإنجليزية: Clapeyron equation) هي معادلة كيميائية صاغها العالم بينوا كلابيرون عام 1834 ، ويمكن بها حساب انحدار الخط الفاصل بين طورين للمادة في مخطط الطور. ويمكن تطبيقها في عدة من الحالات المختلفة. وقد طورت هذه المعادلة إلى معادلة كلاوزيوس-كلابيرون. وصيغة معادلة كلابيرون كالآتي:
{\displaystyle {\frac {\mathrm {d} p}{\mathrm {d} T}}={\frac {\Delta S_{m}}{\Delta V_{m}}}}
حيث:
{\displaystyle S_{m}} و{\displaystyle V_{m}} الإنتروبيا المولارية والحجم المولي للمادة،
p الضغط،
T درجة الحرارة.

## اشتقاقها
يسمى الثلج الطور الصلب للماء، ويسمى الماء الطور السائي للماء ويسمى البخار الطور الغازي للماء. يفصل بين طورين خط في مخطط الطور الذي يرسم العلاقة بين درجة الحرارة للمادة والضغط.
على الخط الفاصل بين طورين والذي يعطي تغير درجة الحرارة T والضغط P ، مع افتراض أن طوري المادة هما ألفا وبيتا ويوجدان في حالة توازن ترموديناميكي، يمتلك كل من الطورين في تلك الحالة نفس قيمة الكمون الكيميائي. أي أن :
{\displaystyle (1):\qquad \mu _{\alpha }\left(p,T\right)=\mu _{\beta }\left(p,T\right)}
لكي نقوم الآن بتعيين انحدار الخط بين طورين فعلينا أن نحسب العلاقة {\displaystyle dp/dT} التي تصفه. ويكون الكمونان الكيميائيان للطورين {\displaystyle \mu _{\alpha }} و{\displaystyle \mu _{\beta }} دائما متساويين على خط الطورين. وهذا معناه أن :
{\displaystyle (2):\qquad d\mu _{\alpha }=d\mu _{\beta }}
ونعرف من معادلة جيبس-دوهيم أن:
{\displaystyle (3):\qquad \mathrm {d} \mu =-S_{m}\mathrm {d} T+V_{m}\mathrm {d} p}
حيث:
{\displaystyle S_{m}} و{\displaystyle V_{m}} الإنتروبيا المولارية والحجم المولي للمادة. وبالتعويض عن تلك المعادلة في المعادلة (2) نحصل على:
{\displaystyle (4):\qquad -S_{\alpha ,m}\mathrm {d} T+V_{\alpha ,m}\mathrm {d} p=-S_{\beta ,m}\mathrm {d} T+V_{\beta ,m}\mathrm {d} p}
والآن يمكننا إعادة صياغة المعادلة فنحصل على معادلة كلابيرون.
{\displaystyle (5):\qquad {\frac {\mathrm {d} p}{\mathrm {d} T}}={\frac {\Delta S_{m}}{\Delta V_{m}}}}
حيث:
{\displaystyle \,\Delta S_{m}=S_{\beta ,m}-S_{\alpha ,m}} ،
و {\displaystyle \,\Delta V_{m}=V_{\beta ,m}-V_{\alpha ,m}}.
ونجد الفرق بين معادلة كلاوزيوس-كلابيرون ومعادلة كلابيرون أن معادلة لابيرون تنطبق على كل توازن لطورين، بمعنى أنها تنطبق أيضا على طورين صلبين «لمادة نقية» (مثل الحديد).
بالنسبة إلى عملية عكوسية يمكن حساب إنتروبيا التحول من كمية الحرارة Qrev الناتجة وهي تساوي التغير في الإنثالبي المولي {\displaystyle \,H} في عملية متساوية الضغط:
{\displaystyle (6):\qquad \Delta S_{m}={\frac {Q_{rev}}{T}}={\frac {\Delta H}{T}}}
بهذا نكون قد اشتققنا معادلة كلاوزيوس-كلابيرون من معادلة كلابيرون .

## استخداماتها
تنطبق معادلة كلابيرون على جميع حالات الانتقال من طور إلى طور. وتستخدم على الأخص في تعيين خطوط الطور في الحالات الآتية:
- صلب/سائل نقطة انصهار.
- سائل/غاز، انظر أيضا معادلة كلاوزيوس-كلابيرون في تطبيقات إنثالبي التبخر.
- صلب/غاز، في تطبيقات إنثالبي التسامي. ونحصل على العلاقة الآتية بالنسبة إلى تغير درجة الحرارة بتغير ضغط البخار في حالة التسامي:

{\displaystyle \qquad {\frac {\mathrm {d} \ln p}{\mathrm {d} T}}\approx {\frac {\Delta _{\mathrm {Sub} }H}{RT^{2}}}}

## اقرأ أيضا
| - قواعد بيانات ترموديناميكية للمواد النقية - معادلة كلاوزيوس-كلابيرون - توازن ترموديناميكي - معادلات بريدجمان - خواص المادة (ترموديناميك) - طاقة شمسية فضائية - عمل (ترموديناميك) | - قانون بويل - قوانين الديناميكا الحرارية - معادلات دينامية حرارية - مقاومة التلامس الحراري - كفاءة حرارية - حمل (فيزياء) | - دورة كارنو - دورة رانكن - مبادل حراري - نظام حركة حرارية - مخطط درجة الحرارة والإنتروبي - مخطط الضغط والحجم - كمون دينامي حراري - معادلة أنطوان 1. |  |